# Cerithiopsis amabilis
Cerithiopsis amabilis is een slakkensoort uit de familie van de Cerithiopsidae. De wetenschappelijke naam van de soort is voor het eerst geldig gepubliceerd in 1880 door Bayle.